# Uloborus walckenaerius
Espèce
Synonymes
- Dysdera fasciata Risso, 1826
- Veleda lineata Blackwall, 1859
- Veleda pallens Blackwall, 1862
- Uloborus pseudacanthus Franganillo, 1910

Uloborus walckenaerius, l'Ulobore de Walckenaer est une espèce d'araignées aranéomorphes de la famille des Uloboridae.

## Distribution

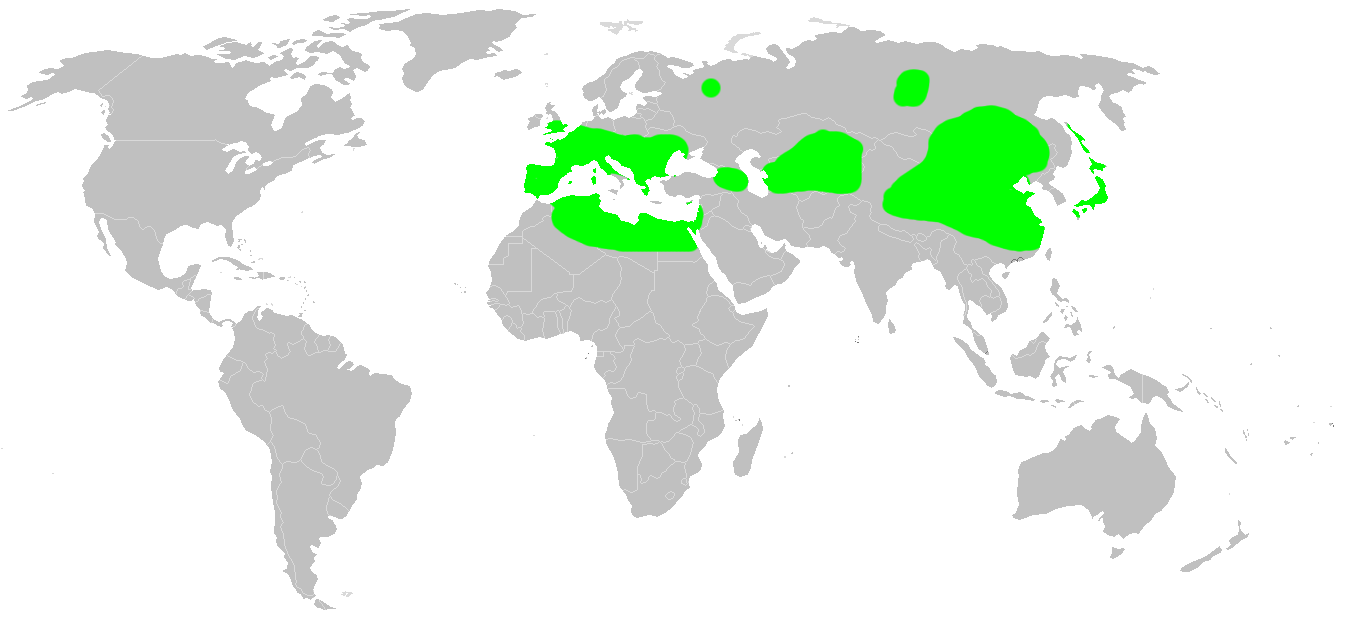
Distribution

Cette espèce se rencontre en écozone paléarctique.
Elle a été introduite en Afrique du Sud et au Cap-Vert.

## Description

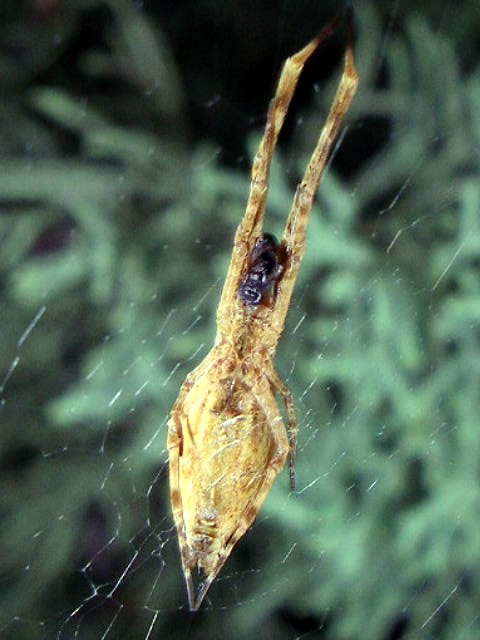
Uloborus walckenaerius

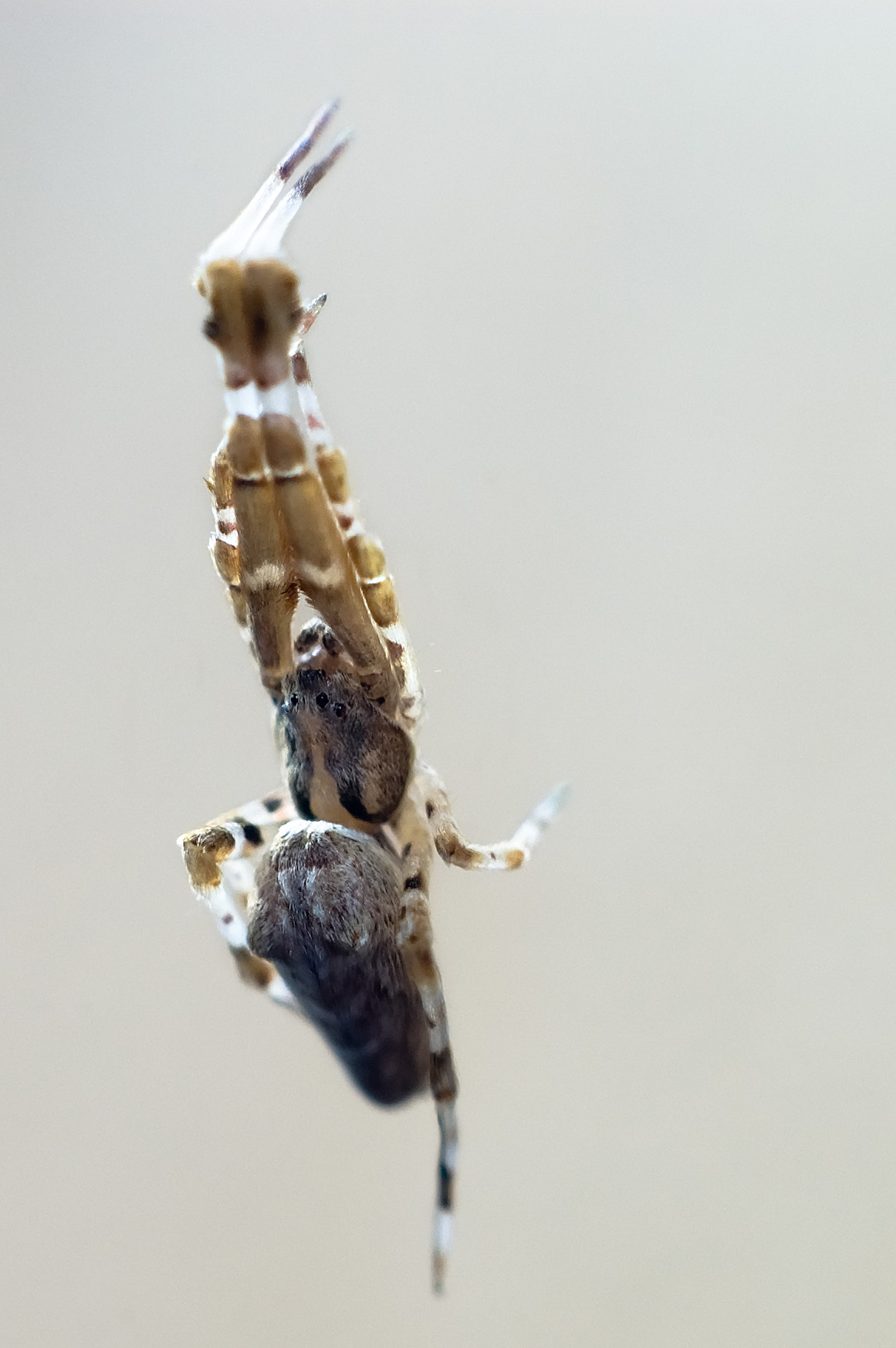
Uloborus walckenaerius

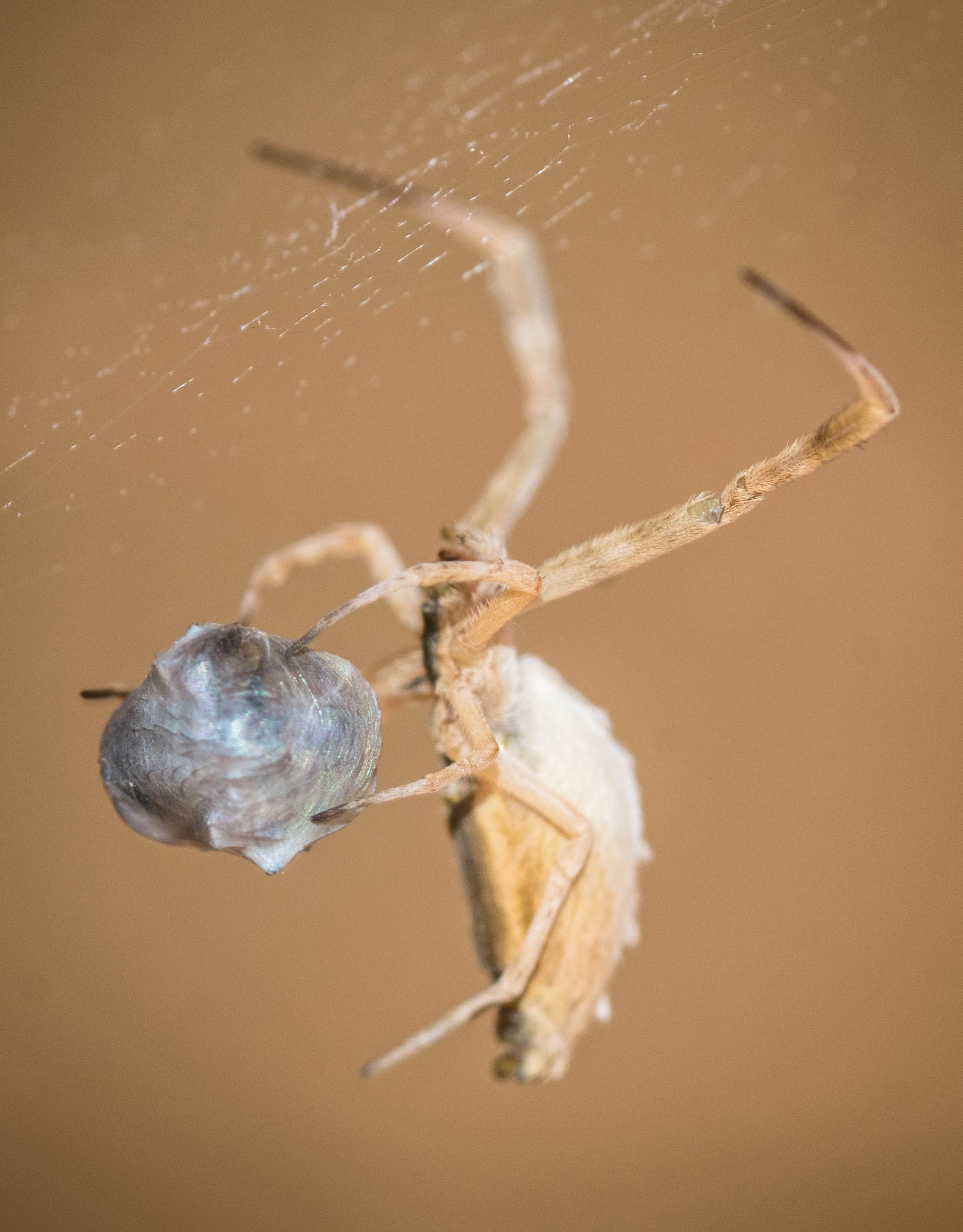
Uloborus walckenaerius

Les mâles mesurent de 4 à 5 mm et les femelles de 6 à 8 mm.

## Systématique et taxinomie
Cette espèce a été décrite par Latreille en 1806.
Veleda lineata a été placée en synonymie par Simon en 1892.
Veleda pallens a été placée en synonymie par Kulczyński en 1899.
Uloborus pseudacanthus a été placée en synonymie par Breitling, Bauer, Schäfer, Morano, Barrientos et Blick en 2016.

## Étymologie
Cette espèce est nommée en l'honneur de Charles Athanase Walckenaer.

## Publication originale
- Latreille, 1806 : Genera crustaceorum et insectorum. Paris, tome 1, p. 1-302.